# Sant'Elena Sannita
Sant'Elena Sannita là một đô thị ở tỉnh Isernia trong vùng Molise, có cự ly khoảng 15 km về phía tây của Campobasso và khoảng 20 km về phía đông của Isernia. Tại thời điểm ngày 31 tháng 12 năm 2004, đô thị này có dân số 282 và diện tích là 14,1 km².
Sant'Elena Sannita giáp các đô thị: Bojano, Casalciprano, Frosolone, Macchiagodena, Spinete.